# Zirbitzkogel
Le Zirbitzkogel est un sommet des Alpes, à 2 396 m d'altitude, point culminant des Alpes de Lavanttal, et en particulier du chaînon de Seetal, en Autriche (land de Styrie).